# Liste des lieux patrimoniaux du district de Rainy River
Cet article recense les lieux patrimoniaux du district de Rainy River inscrits au répertoire des lieux patrimoniaux du Canada, qu'ils soient de niveau provincial, fédéral ou municipal.

## Liste
| [ 1 ] | Lieu patrimonial                                  | Illustration         | Municipalité | Adresse                           | Coordonnées     | No    | Constr. | Prot.       | Rec. | Notes |
| ----- | ------------------------------------------------- | -------------------- | ------------ | --------------------------------- | --------------- | ----- | ------- | ----------- | ---- | ----- |
| F     | Ancienne gare ferroviaire de la Canadien National | Téléverser           | Fort Frances | 4th St. W. (west of Central Ave.) | 48.6135 -93.403 | 6809  | 1913    | GFP         | 1993 |       |
| F     | Édifice fédéral                                   | Téléverser           | Fort Frances | 301 Scott Street                  | 48.613 -93.3937 | 9485  | 1930    | ÉFP reconnu | 1988 |       |
| F     | Fort Saint-Pierre                                 | Fort Saint-Pierre    | Fort Frances |                                   | 48.615 -93.3564 | 18945 |         | LHN         | 1934 |       |
| F     | Kay-Nah-Chi-Wah-Nung                              | Kay-Nah-Chi-Wah-Nung | Morley (en)  |                                   | 48.6461 -94.075 | 12056 |         | LHN         | 1969 |       |